# Альдрованда неожиданная
Альдрованда неожиданная (лат. Aldrovanda inopinata) — вид вымерших травянистых насекомоядных растений рода Альдрованда (Aldrovanda) семейства Росянковые (Droseraceae). Вид известен по окаменелым листовым пластинкам из верхнемиоценовых отложений (ок. 6 млн лет назад) в Юго-Восточной Германии .

## Этимология
Видовой эпитет inopinata происходит от латинского „inopinatus“, что в переводе означает „неожиданный, удивительный“. Около 20 вымерших видов рода Альдрованда были обнаружены в окаменелостях, но все они были известны только по ископаемой пыльце или семенам. Из-за нежности растений и их низкой массы открытие листовых окаменелостей Альдрованды было сочтено крайне маловероятным и стало большой неожиданностью, что нашло отражение в названии вида.

## Ботаническое описание
Листовые пластинки округлые или ложкообразные 3-4 мм в длину и 2,5-3 мм в ширину, пересекаются неразветвленным сосудистым пучком 150 мкм толщиной, у основания листа переходящим в бахромчатый черешок. Мезофилл трехслойный. 

## Распространение и экология
Все находки вида приурочены к верхнемиоценовым отложениям бурого угля близ общины Ваккерсдорф.
Вид обитал в очень влажных и теплых субтропических условиях на мелководье в тростниковых зарослях.